# Bridge of Spies
Bridge of Spies (bra: Ponte dos Espiões; prt: A Ponte dos Espiões) é um filme de 2015 dos gêneros drama histórico e espionagem dirigido e co-produzido por Steven Spielberg, escrito por Matt Charman e os irmãos Coen, e estrelado por Tom Hanks no papel principal, Mark Rylance, Amy Ryan e Alan Alda. Ambientado durante a Guerra Fria, o filme conta a história do advogado James B. Donovan, encarregado de negociar a libertação de Francis Gary Powers — um piloto da Força Aérea dos Estados Unidos cujo avião espião U-2 foi abatido sobre a União Soviética em 1960 – em troca de Rudolf Abel, um espião soviético da KGB mantido preso nos Estados Unidos, a quem Donovan representou no julgamento. O nome do filme refere-se à Ponte Glienicke, que liga as cidades alemãs de Potsdam e Berlim, onde ocorreu a troca dos prisioneiros. Trata-se de uma co-produção internacional dos Estados Unidos e Alemanha.
Rodado sob o título provisório de "St. James Place", as filmagens iniciaram em 8 de setembro de 2014 no Brooklyn, Nova York, e a produção prosseguiu no Babelsberg Studios, em Potsdam. O filme foi lançado pela Touchstone Pictures em 16 de outubro de 2015, nos Estados Unidos e distribuído pela 20th Century Studios em outros países. Bridge of Spies recebeu elogios da crítica por seu roteiro, as performances de Hanks e Rylance, a direção de Spielberg e a trilha sonora de Thomas Newman, recebendo seis indicações ao Óscar, incluindo de "Melhor Filme" e "Melhor Roteiro Original", ganhando de "Melhor Ator Coadjuvante" por Rylance. Também foi um sucesso de bilheteria, arrecadando 165 milhões de dólares em todo o mundo contra um orçamento de 40 milhões.

## Enredo
Em 1957 na cidade de Nova Iorque, Rudolf Abel é preso e acusado de espionagem para a União Soviética, com o advogado de seguros James B. Donovan sendo nomeado pela Ordem dos Advogados Americana como consultor jurídico de Abel. Comprometido com o princípio de que o acusado merece uma defesa vigorosa, ele monta a melhor defesa possível para Abel, recusando-se ao longo do caminho a cooperar nas tentativas da CIA de induzi-lo a violar a confidencialidade das suas comunicações com o seu cliente.
Abel é condenado, mas Donovan convence o juiz a poupar Abel da pena de morte porque Abel estava servindo seu país com honra e pode ser útil para uma futura troca de prisioneiros; com isso, Abel é condenado a trinta anos. Donovan recorre da condenação na Suprema Corte Americana com base na falta de mandado de busca para apreensão das cifras e equipamentos fotográficos de Abel. Por sua posição de princípios, Donovan e sua família são ameaçados, sofrendo tiros disparados contra sua casa em uma noite. A condenação de Abel é mantida por uma margem muito estreita entre os juízes.
Em 1960, Gary Powers, um piloto do programa ultrassecreto do avião espião U-2 da CIA, é abatido sobre a URSS. Ele é capturado e condenado a dez anos de reclusão, incluindo três anos de prisão.
Donovan recebe uma carta da Alemanha Oriental, supostamente enviada pela esposa de Abel, agradecendo-lhe e instando-o a entrar em contato com seu advogado, cujo nome é Vogel. A CIA pensa que a carta é uma tentativa de diplomacia paralela que sugere que a URSS está disposta a trocar Powers por Abel. A espionagem americana pede extraoficialmente a Donovan que vá a Berlim para negociar a troca; ao chegar lá, ele se depara com o Muro de Berlim sendo erguido. Atravessando Berlim Oriental, ele se encontra com um oficial da KGB na Embaixada Soviética e é então direcionado a Vogel, que representa o Procurador-Geral da República Democrática Alemã (Alemanha Oriental). O Procurador-Geral procura trocar Abel por um estudante de pós-graduação norte-americano chamado Frederic Pryor, que havia sido preso na Alemanha Oriental; neste processo, a RDA espera obter o reconhecimento oficial dos Estados Unidos como um país soberano.
A CIA quer que Donovan desconsidere Pryor, mas ele insiste que Pryor e Powers sejam trocados por Abel. Em mensagem ao Procurador-Geral, ele blefa dizendo que ou libertarão Pryor com Powers ou não haverá acordo. A troca de Powers e Abel é então combinada para ser feita na Ponte Glienicke, com Pryor sendo liberado simultaneamente no Checkpoint Charlie. Durante a noite da troca, a tensão aumenta quando os soviéticos inicialmente não aparecem com Pryor no local combinado, embora Powers é visto escoltado pelos russos do outro lado da ponte; a CIA, ainda preocupada principalmente com Powers, diz a Abel que ele pode atravessar, mas Abel, por respeito à dedicação de Donovan ao seu próprio caso e à garantia da libertação de Pryor, recusa-se a prosseguir. Após alguns minutos, Pryor é visto sendo trazido ao Checkpoint Charlie e a troca dos prisioneiros é finalmente realizada.
No dia seguinte, já de volta aos Estados Unidos, o governo reconhece publicamente Donovan por ter negociado a troca com sucesso, reabilitando a sua imagem pública.

## Elenco
- Tom Hanks - James B. Donovan
- Mark Rylance - Rudolf Abel
- Scott Shepherd - Hoffman
- Amy Ryan - Mary McKenna Donovan
- Sebastian Koch - Wolfgang Vogel
- Alan Alda - Thomas Watters
- Austin Stowell - Francis Gary Powers
- Domenick Lombardozzi - Agente Blasco
- Michael Gaston - Williams
- Peter McRobbie - Allen Dulles
- Stephen Kunken - William Tompkins
- Joshua Harto - Bates
- Edward James Hyland - juiz Earl Warren
- Marko Caka - Repórter

## Produção

### Desenvolvimento
Bridge of Spies é uma coprodução teuto-americana baseada em um roteiro escrito por Matt Charman e os irmãos Coen. O estúdio de cinema alemão Babelsberg Studio co-produziu e supervisionou os serviços de produção do filme. James Donovan escreveu um relato do incidente em 1964 sob o título Strangers on a Bridge: The Case of Colonel Abel and Francis Gary Powers. O contexto histórico do incidente do U-2 e a história do ex-chefe da CIA em Berlim Ocidental, William King Harvey, e da Operação Ouro foram publicados no livro Berlin: Portrait of a City Through the Centuries (2014), de Rory MacLean. O oficial da inteligência soviética Rudolf Abel, que vivia e operava no bairro do Brooklyn, fez entregas de documentos roubados no Prospect Park. Sua prisão e história foram discutidas por Truman Capote, outro morador do Brooklyn na época, em seu livro A House on the Heights.
Charman ficou interessado na história de Donovan depois de ler uma nota de rodapé sobre ele em An Unfinished Life: John F. Kennedy, 1917–1963. Depois de se encontrar com o filho de Donovan na cidade de Nova York, Charman apresentou a história a vários estúdios e a DreamWorks a comprou. O cofundador do estúdio, Steven Spielberg, interessou-se pelo filme e decidiu dirigir. Marc Platt e Kristie Macosko Krieger se uniram como produtores junto com Spielberg. Joel e Ethan Coen revisaram o roteiro original de Charman. De acordo com Charman, os irmãos "foram capazes de realmente acelerar as negociações no final do filme, então eles me devolveram o bastão para fazer uma passagem depois de terem feito a passagem, para fazer o filme simplesmente parar em um lugar que todos queríamos. O sabor que eles trouxeram é tão divertido e agradável. Precisava ser divertido, mas verdadeiro".
Em maio de 2014, foi anunciado que Tom Hanks estrelaria como James Donovan, com Mark Rylance co-estrelando como Abel; Rylance já havia recebido uma oferta para um papel no filme de guerra de Spielberg Império do Sol, de 1987, mas ele recusou. Rylance considerou que as revisões do roteiro dos irmãos Coen melhoraram substancialmente seu papel, afirmando que "olhar para as duas versões, foi como olhar para o primeiro e o segundo quartos de Hamlet". Amy Ryan, Alan Alda, Billy Magnussen e Eve Hewson também estrelariam o filme. A Participant Media atuou como estúdio coprodutor do filme. Francis Gary Powers Jr., fundador do Museu da Guerra Fria e filho do piloto que foi capturado pelos soviéticos, foi contratado como consultor técnico e fez uma participação especial no filme.
Em junho de 2014, a Fox 2000 Pictures concordou em co-financiar o filme com a DreamWorks e a Participant Media, com os direitos de distribuição do filme sendo divididos entre a Disney (através de sua subsidiária Touchstone Pictures) e a Fox. Durante uma entrevista de 3 de março de 2015 ao The Daily Pennsylvanian, Platt revelou que o título do filme seria Bridge of Spies, embora foi filmado sob o título provisório de "St. James Place". O filme também recebeu fundos de 3,7 milhões de euros, do Fundo Federal Alemão de Cinema (DFFF).

### Filmagens
A fotografia principal começou em 8 de setembro de 2014, no Brooklyn, na cidade de Nova Iorque. Em 14 de setembro, as filmagens aconteceram em Dumbo, um bairro do Brooklyn, onde as equipes transformaram a Anchorage Street para parecer como era na década de 1960. Em 15 de setembro, as filmagens aconteceram em Astoria, no Queens, entre o Astoria Park e a Ditmars Boulevard. As filmagens foram feitas na 18 Street e 26 Avenue em Astoria, onde a equipe de Spielberg transformou um pequena mercearia em um supermercado dos anos 1950. Em 26 de setembro, as filmagens aconteceram na 44th Street em Manhattan, conforme evidenciado por equipes estacionadas na 44th Street, entre a Madison e a 6th Avenues. Em 27 de setembro, Hanks foi flagrado filmando cenas na Wall Street entre figurantes vestindo trajes dos anos 1960. Em 28 de setembro, a filmagem de algumas cenas diurnas e noturnas ocorreu na esquina da Henry Street com a Love Lane, no bairro de Brooklyn Heights, subúrbio do Brooklyn, onde o quarteirão foi montado com carros antigos, placas de rua antigas, máquinas de chuva e holofotes. Em 29 de setembro, as filmagens aconteceram na Hicks Street e na Pineapple Street, onde uma loja chamada Perfect Paws, foi transformada em uma loja de roupas dos anos 1960 chamada Brooklyn Pearl. Em 6 de outubro, Hanks e a equipe foram vistos no mesmo local na Hicks Street. A cena no corredor do tribunal em que Donovan, para consternação de Watters, anuncia sua intenção de apelar do veredicto de culpado, foi filmada no primeiro andar do Supremo Tribunal do Condado de Queens na Avenida Sutphin, Jamaica, Nova Iorque.
No início de outubro, após o término das filmagens na cidade de Nova York, a produção adicional começou nos Babelsberg Studios em Berlim e Potsdam, Alemanha, e continuaria por lá até o final de novembro. As filmagens em Berlim começaram com filmagens no antigo Aeroporto de Tempelhof em outubro, para cenas que realmente aconteceram lá, como a descida de Donovan de um avião Douglas C-54 Skymaster dos Estados Unidos. A cena da troca dos prisioneiros foi filmada na Ponte Glienicke (chamada popularmente como "Ponte dos Espiões"), onde a verdadeira troca ocorreu em 1962. A ponte atravessa os estreitos de Havel entre Berlim e Potsdam e foi fechada ao trânsito para filmagens no último fim de semana de novembro. A chanceler alemã Angela Merkel e o ex-presidente americano Bill Clinton visitaram o set e assistiram às filmagens dessas cenas. Outros locais de filmagem incluíram o Memorial Berlin-Hohenschönhausen e o Palácio Marquardt. A fotografia principal terminou oficialmente no dia 4 de dezembro, em Berlim Tempelhof. Filmagens adicionais também aconteceram em Breslávia, na Polônia, na segunda quinzena de novembro. Em meados de dezembro, mais filmagens adicionais aconteceram na Base Aérea de Beale, localizada perto de Marysville, Califórnia. Bridge of Spies foi rodado em filme cinematográfico de 35 mm, incluindo filme negativo colorido Kodak Vision3 250D 5207 e filme negativo colorido Vision3 500T 5219.

### Música
O colaborador frequente de Spielberg, John Williams, foi originalmente anunciado para compor a trilha sonora do filme. No entanto, Williams teve que abandonar a produção devido a um problema de saúde. Thomas Newman foi então contatado por Spielberg para substituí-lo, marcando o primeiro filme de Spielberg sem a música de Williams desde A Cor Púrpura de 1985, que por sua vez foi composta por Quincy Jones. A Hollywood Records lançou a trilha sonora do filme em 16 de outubro de 2015.

## Lançamento
O pôster teatral do filme foi divulgado em 4 de junho de 2015, com o primeiro trailer sendo disponibilizado online no dia seguinte. Através de um acordo, o filme foi distribuído nos Estados Unidos e Canadá pela Walt Disney Studios Motion Pictures, através da bandeira Touchstone Pictures. A Disney realizou a estreia mundial do filme em 4 de outubro de 2015 no 53º Festival de Cinema de Nova Iorque. O filme foi lançado comercialmente nos cinemas dos Estados Unidos em 16 de outubro. A 20th Century Fox ficou responsável pela distribuição mundial do filme.

### Mídia doméstica
O filme foi lançado pela Walt Disney Studios Home Entertainment nos formatos Blu-ray, DVD e download digital na América do Norte em 12 de janeiro de 2016, e pela 20th Century Fox Home Entertainment em outros territórios.[carece de fontes?]

## Recepção

### Desempenho comercial
Bridge of Spies arrecadou US$ 72,3 milhões na América do Norte e US$ 93,3 milhões em outros territórios, totalizando US$ 165,6 milhões em todo o mundo, contra um orçamento de US$ 40 milhões.
Nos Estados Unidos e no Canadá, especialistas previram que Bridge of Spies estrearia com cerca de US$ 15 a 20 milhões em 2.811 cinemas. O filme estreou ao lado de Goosebumps, Crimson Peak e Woodlawn em 16 de outubro de 2015, enfrentando uma competição particular com primeiro e com Perdido em Marte, que estava entrando em sua terceira semana em cartaz. O filme arrecadou US$ 500.000 em suas exibições prévias na noite de quinta-feira e US$ 5,3 milhões em seu dia de estreia. Em seu fim de semana de estreia, o filme arrecadou US$ 15,4 milhões, terminando em terceiro lugar nas bilheterias, atrás de Goosebumps (US$ 23,5 milhões) e Perdido em Marte (US$ 21,5 milhões). Seus maiores mercados internacionais foram a Itália (US$ 12,1 milhões) e o Reino Unido (US$ 11,0 milhões).

### Resposta crítica
O filme foi recebido com críticas bastante positivas. No agregador de resenhas cinematográficas online Rotten Tomatoes, Bridge of Spies possui 91% de aprovação, com base em 316 críticas, obtendo uma classificação média de 7,70/10; o consenso crítico do site diz: "Bridge of Spies encontra nova vida na clássica fórmula de suspense de espionagem da Guerra Fria de Hollywood, graças ao excelente trabalho confiável de Steven Spielberg e Tom Hanks". No Metacritic, o filme tem uma pontuação de 81/100, com base em 48 críticos, indicando "aclamação universal". O CinemaScore calculou que o público deu ao filme uma nota média "A" em uma escala de "A+" a "F".
Richard Roeper, do Chicago Sun-Times, deu ao filme quatro de quatro estrelas e elogiou a direção de Spielberg, dizendo: "Spielberg pegou uma fatia importante, mas amplamente esquecida e dificilmente cheia de ação da Guerra Fria e a transformou em um história emocionante". Michael Phillips, do jornal Chicago Tribune, chamou o filme de "um exemplo confiante, ligeiramente quadrado e altamente satisfatório do artesanato da velha escola de Hollywood, estrelado por uma grande estrela de cinema brandindo uma pasta e um lenço, em vez de uma pistola". Ignatiy Vishnevetsky do portal The A.V. Club o descreveu como "um dos filmes mais bonitos da fase recente de Spielberg e possivelmente o mais eloquente [...] Bridge of Spies transforma uma troca secreta de prisioneiros entre a CIA e a KGB em um jogo de gato e rato tenso e muitas vezes surpreendentemente engraçado". Thomas Sotinel, crítico do jornal francês Le Monde, elogiou o filme por remontar ao "cinema clássico americano", observando a ilustração virtuosística de Spielberg dos mecanismos da política da Guerra Fria.
Por outro lado, Mike Scott, do New Orleans Times-Picayune, teve uma reação mais mista, dizendo: "Bridge of Spies, com seu impulso de parar e ir, também é mais meramente interessante do que totalmente fascinante. Ainda é uma coisa muito boa, mas apesar de seu pedigree impressionante, não parece ser a soma de todas as suas partes". Preston Jones, do Fort Worth Star-Telegram, deu ao filme duas estrelas e meia de cinco, argumentando: "Embora dirigido pelo veterano Spielberg e contando com um elenco repleto de estrelas, liderado por Tom Hanks, [...] Bridge of Spies é notável apenas pelo quão abafado e surpreendentemente inerte o filme se torna".

### Prêmios e indicações
| Premiação          | Categoria               | Recipiente                                              | Resultado                   |
| ------------------ | ----------------------- | ------------------------------------------------------- | --------------------------- |
| Oscar 2016         | Melhor ator coadjuvante | Mark Rylance                                            | Venceu                      |
| Oscar 2016         | Melhor filme            |                                                         | Indicado                    |
| Oscar 2016         | Melhor roteiro original | Matt Charman, Ethan Coen e Joel Coen                    | Indicado                    |
| Oscar 2016         | Melhor direção de arte  | Adam Stockhausen, Rena DeAngelo e Bernhard Henrich      | Indicado                    |
| Oscar 2016         | Melhor trilha sonora    | Thomas Newman                                           | Indicado                    |
| Oscar 2016         | Melhor som              | Andy Nelson, Gary Rydstrom e Drew Kunin                 | Indicado                    |
| Globo de Ouro 2016 | Melhor ator coadjuvante | Mark Rylance                                            | Indicado                    |
| BAFTA (2016)       | Melhor filme            |                                                         | Indicado[carece de fontes?] |
| BAFTA (2016)       | Melhor ator coadjuvante | Mark Rylance                                            | Indicado[carece de fontes?] |
| BAFTA (2016)       | Melhor roteiro original | Matt Charman, Ethan Coen e Joel Coen                    | Indicado[carece de fontes?] |
| BAFTA (2016)       | Melhor fotografia       | Janusz Kaminski                                         | Indicado[carece de fontes?] |
| BAFTA (2016)       | Melhor montagem         | Michael Kahn                                            | Indicado[carece de fontes?] |
| BAFTA (2016)       | Melhor direção de arte  | Adam Stockhausen e Rena DeAngelo                        | Indicado[carece de fontes?] |
| BAFTA (2016)       | Melhor trilha sonora    | Thomas Newman                                           | Indicado[carece de fontes?] |
| BAFTA (2016)       | Melhor som              | Andy Nelson, Gary Rydstrom, Richard Hymns, e Drew Kunin | Indicado[carece de fontes?] |

## Precisão histórica
Vários comentaristas de cinema notaram que a redução do intervalo de tempo do filme às vezes dá uma impressão enganosa. Uma certa licença dramática e artística é tomada na representação do Muro de Berlim; Donovan jamais testemunhou fugitivos do Muro sendo baleados. O mais semelhante aos retratados foi o assassinato de Peter Fechter, no verão após a troca Powers/Abel na Ponte Glienicke. As circunstâncias da detenção de Frederic Pryor não foram retratadas com precisão no filme; ele não poderia ter cruzado um muro parcialmente construído e foi condenado por obter material "confidencial".
Além da representação do muro, Donovan não sofreu nenhhuma violência ou ameaça: ele não sofreu nenhum tiroteio em sua casa (como o filme mostra) e nunca teve seu sobretudo roubado. O filme também mudou o local da sugestão de Donovan ao juiz de poupar Abel para uma possível troca, que foi feita no tribunal (no filme, Donovan visita o juiz em sua casa para dar tal sugestão). Donovan é apresentado no filme como um advogado particular, sem menção de qualquer associação anterior com os serviços de inteligência dos Estados Unidos. No entanto, durante a Segunda Guerra Mundial, Donovan serviu como conselheiro geral do Escritório de Serviços Estratégicos (OSS), pouco antes deste ser reorganizado como a atual CIA.
Houve alguma controvérsia sobre a decisão de Rylance de retratar Abel com sotaque escocês, apesar de Abel ter nascido e educado inteiramente na região de Tyneside, no nordeste da Inglaterra, onde o sotaque "geordie" é predominante.
Frederic Pryor afirmou em uma entrevista que vários detalhes da trama relacionados ao seu envolvimento estavam incorretos. Ele não cruzou o muro de Berlim durante sua construção, pois na época estava de férias na Dinamarca. Ele foi detido após seu retorno, quando cruzou para Berlim Oriental para visitar a irmã de um amigo, sem saber que ela havia fugido para Berlim Ocidental usando "algum tipo de manipulação de passaporte" e que seu apartamento estava sob vigilância para capturar qualquer pessoa que tentasse recuperar seus pertences. Pryor também afirmou que a representação de Wolfgang Vogel no filme era injusta; Pryor disse que Vogel era um homem bom, quieto e falante, de quem mais tarde se tornou amigo, passando a visita-lo com frequência. O filme mostra o avião U2 de Powers sendo atingido por três mísseis SAMs, quando na verdade mais de catorze foram lançados contra ele; um caça MiG-19 que foi enviado para interceptar o avião também foi abatido por fogo amigo durante esta salva, matando o piloto Sergei Safronov.